# Krasin (Pasłęk)
Krasin (deutsch Schönfeld) ist ein Ort in der polnischen Woiwodschaft Ermland-Masuren. Er gehört zur Gmina Pasłęk (Stadt-und-Land-Gemeinde Preußisch Holland) im Powiat Elbląski (Kreis Elbing).

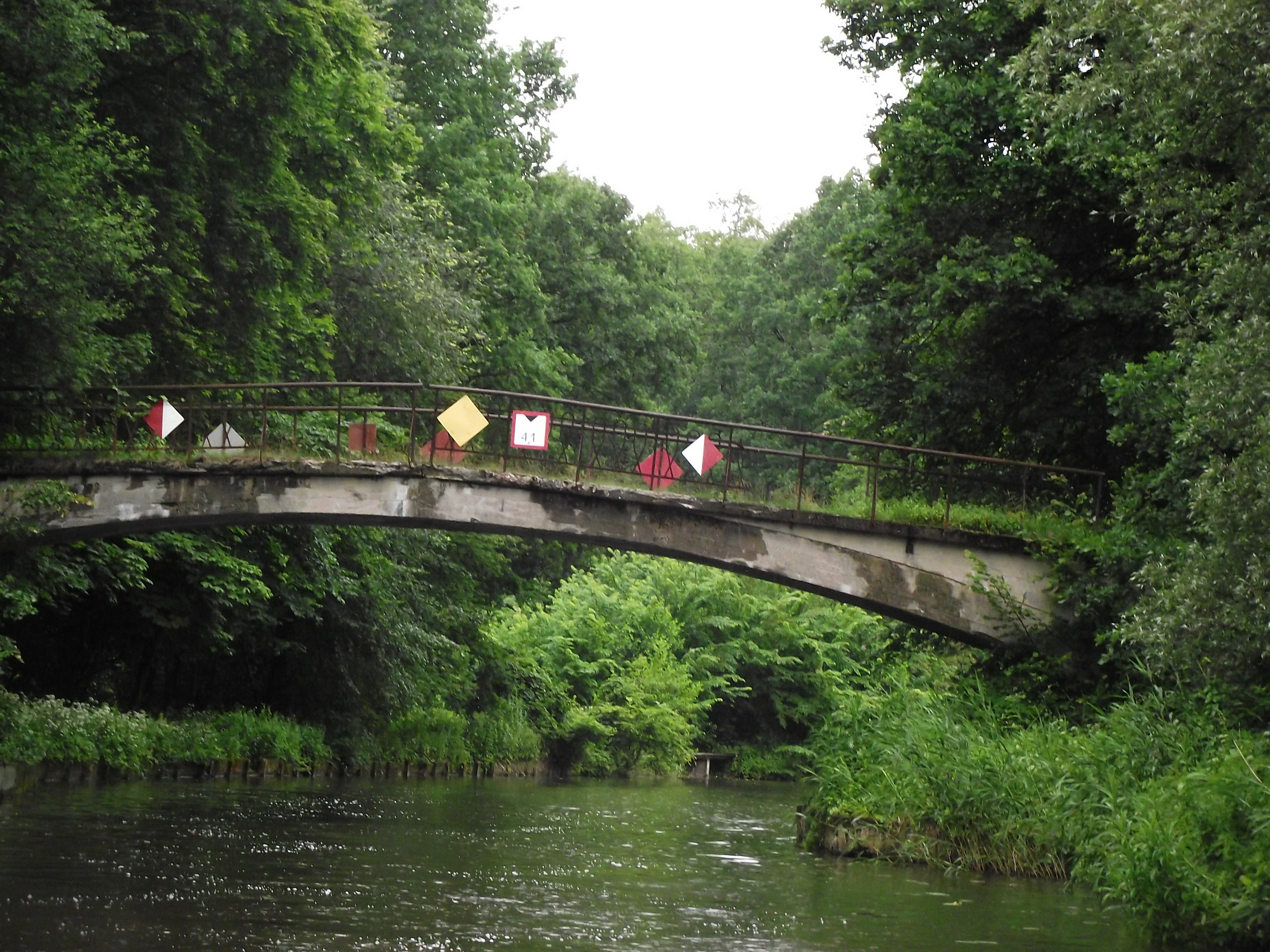
Brücke über den Kanał Elbląski (Oberländischer Kanal) bei Krasin Richtung Kąty

## Geographische Lage
Krasin liegt im nördlichen Westen der Woiwodschaft Ermland-Masuren, sechs Kilometer südwestlich der früheren Kreisstadt Preußisch Holland (polnisch Pasłęk) bzw. 19 Kilometer südöstlich der heutigen Kreismetropole Elbląg (deutsch Elbing).

## Geschichte
Das seinerzeitige Dorf Schonenvelde mit seinem großen Weiher im Zentrum bestand bereits zur Ordenszeit und wurde um 1304 gegründet. 1457 wurde das Dorf im Zinsbuch der Komturei Elbing erwähnt. 1785 wurde es als adliges Dorf mit 31 Feuerstellen, 1820 als ebensolches mit 35 Feuerstellen bei 261 Einwohnern genannt.
1874 kam die Landgemeinde Schönfeld in den Amtsbezirk Kanthen (polnisch Kąty) im ostpreußischen Kreis Preußisch Holland, Regierungsbezirk Königsberg, eingegliedert. Am 13. November 1907 wurde das Dorf aus dem Amtsbezirk Kanthen in den Amtsbezirk Hirschfeld (polnisch Jelonki) umgegliedert. Im Jahre 1910 zählte Schönfeld 365 Einwohner, im Jahre 1933 waren es 405, und im Jahre 1939 349.
Als 1945 das gesamte südliche Ostpreußen in Kriegsfolge an Polen fiel, war auch Schönfeld davon betroffen. Das Dorf erhielt die polnische Namensform „Krasin“ und ist heute eine Ortschaft im Verbund der Gmina Pasłęk (Stadt-und-Land-Gemeinde Preußisch Holland im Powiat Elbląski (Kreis Elbing), von 1975 bis 1998 der Woiwodschaft Elbląg, seither der Woiwodschaft Ermland-Masuren zugehörig.

## Pochylnia Oleśnica/Geneigte Ebene Schönfeld

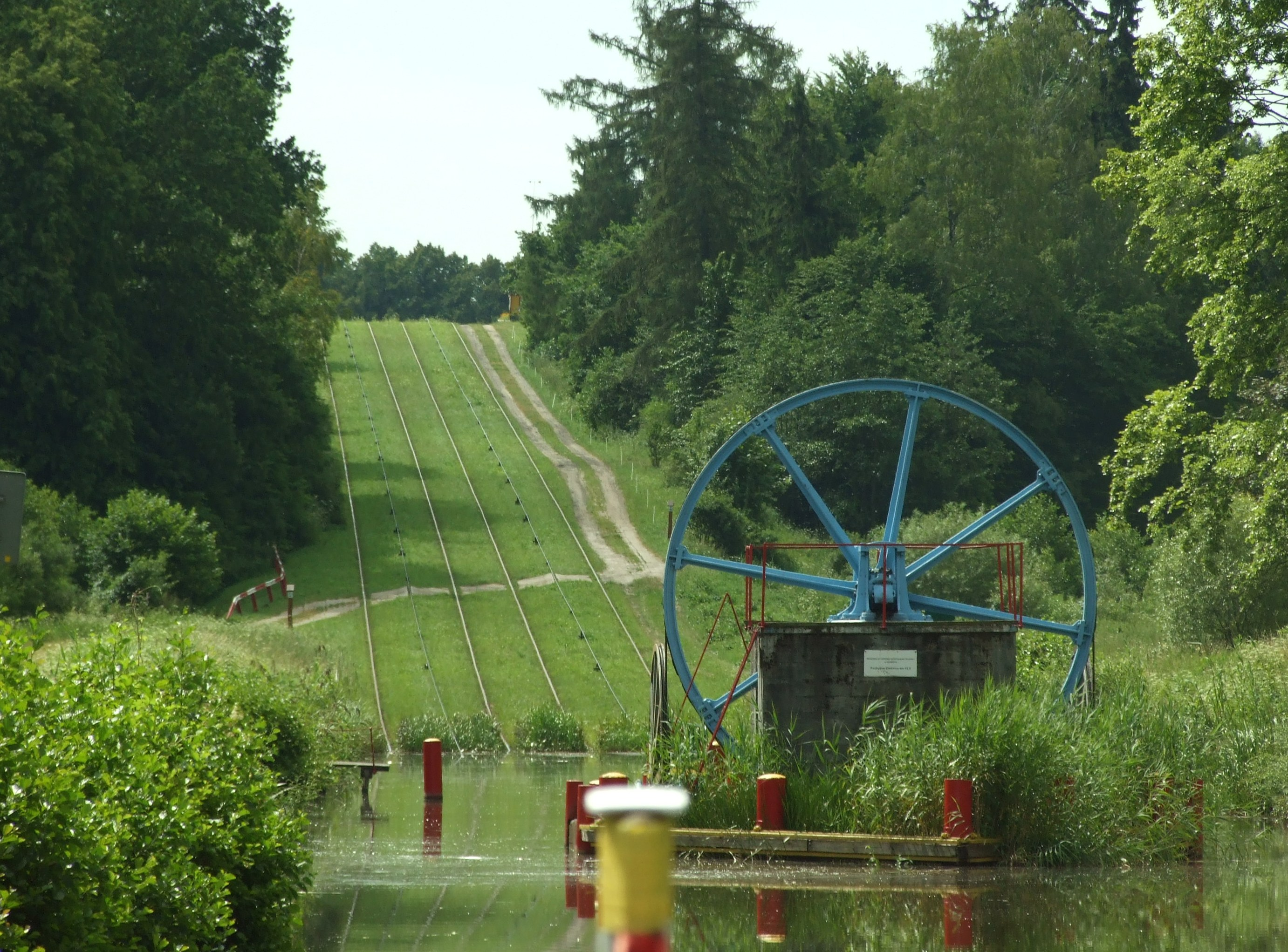
Pochylnia Oleśnica/Geneigte Ebene Schönfeld

Weniger als zwei Kilometer nordwestlich des Dorfs Krasin liegt am Oberländischen Kanal (polnisch Kanał Elbląski) die Geneigte Ebene Schönfeld (heute polnisch Pochylnia Oleśnica). 
Sie ist eine von fünf solcher Ebenen im Kanal zwischen Ostróda (Osterode) und Elbląg (Elbing), die mit ihren Rollbergen einen Höhenunterschied von mehr als Einhundert Metern bewerkstelligen, indem die Schiffe auf Schienenfahrzeugen etappenweise transportiert werden. 
Die Schönfelder Ebene wurde 1860 mit der Kanaleinweihung in Betrieb genommen. Sie alleine bewältigt bis heute einen Höhenunterschied von 24,5 Metern auf einer Länge von 350 Metern. Die Siedlung an der Ebene Schönfeld bewohnten im Jahre 1905 23 Einwohner.

## Religion
Das Dorf Schönfeld und die Schönfelder Ebene gehörten bis 1945 zur evangelischen Kirche Hirschfeld (polnisch Jelonki) in der Kirchenprovinz Ostpreußen der Kirche der Altpreußischen Union, außerdem zur römisch-katholischen Pfarrei St. Josef in Preußisch Holland.
Heute ist Krasin in die evangelische St.-Georgs-Kirche Pasłęk in der Diözese Masuren der Evangelisch-Augsburgischen Kirche in Polen eingegliedert, sowie der katholischen Pfarrei in Jelonki im Bistum Elbląg zugeordnet.

## Verkehr
Krasin liegt an der Woiwodschaftsstraße 526, die die Stadt Pasłęk mit Przezmark (Preußisch Mark) verbindet. 
Die nächste Bahnstation ist Nowa Wieś Cierpkie (Neuendorf-Friedheim) an der heutigen PKP-Bahnlinie 220: Olsztyn–Bogaczewo (Allenstein–Güldenboden) zur Weiterfahrt nach Elbląg (Elbing).